# 譚一清
譚一清（英語：Tam Yat-ching，1930年—2006年5月15日）於1930年在廣東省新會縣出生（現為新會區），籍貫廣東新會人，抗戰時期之後移居香港，在港參加由著名導演關文清所辦之山月影片公司演藝訓練班(學員尚有日後活躍於廣播界之鍾偉明，馮展平，凌芝等)，1949年畢業後即加入當時剛開辦之香港首家商業廣播電台――麗的呼聲銀色電台，從事編導及廣播工作；故譚一清可說是香港第一代的廣播人。1950年代，由譚氏編導，改編自任護花同名小說的《中國殺人王》系列廣播劇，更是風靡全港。其間亦曾編寫廣播劇本《九指怪魔》，該劇更被拍成電影（1955年由曹達華、鳳凰女主演）
1957年5月29日香港首家電視台――麗的映聲(麗的呼聲屬下子公司，以有線廣播)正式啟播，譚一清即參演該台首個電視劇《俠盜羅笨漢》；又在直播劇《滿江紅》飾演岳飛。是故譚一清亦是香港第一代的電視人。接著譚一清便同時演出於廣播與電視之間。1973年麗的呼聲停播，譚一清便正式轉入麗的電視工作（麗的映聲同年更名為麗的電視，並以無線廣播），1980年譚一清離開服務31年的麗的呼聲至麗的電視，同年11月1日，譚一清改投無線電視，他於無綫工作至2005年退休為止，谭一清在2006年5月15日病逝，終年76歲。
譚一清為著名之甘草演員，以扮演大亨、黑社會大哥、武林前輩、高僧等最為傳神。自1957年至2005年退休為止，接近半個世紀的電視演員生涯中，所參演的電視劇多不勝數，涵蓋香港兩大電視台的著名劇集。
譚一清亦曾於多部電影中參與演出，包括有《改做小姐》、《歡樂滿人間》、《天使出更》、《靈幻先生》等。
譚一清除在大、小螢幕演出外，亦有參與舞台劇之演出，包括有《西太后》、《家》等。

## 電視劇

### 麗的電視
- 1957年 《俠盜羅笨漢》
- 1957年 《幸福的家庭》
- 1968年 《小夫妻》
- 1974年 《家春秋》
- 1974年 《鬼馬神偷》
- 1975年 《鑽石皇后》
- 1976年 《十大奇案之血剪》飾張姓歸僑
- 1976年 《十大刺客之聶政》飾 俠累
- 1977年 《三少爺的劍》 飾 謝王孫
- 1977年 《電視人》 飾 譚志輝
- 1978年 《郎心如鐵》 飾 律師
- 1978年 《鱷魚淚》 飾 李大文
- 1978年 《李後主》 飾 徐鉉
- 1978年 《巨星》 飾 常毅
- 1978年 《變色龍》 飾 孟士同
- 1979年 《沈勝衣之十三殺手》 飾 溫八
- 1979年 《沈勝衣之無雙譜》 飾 慕容剛
- 1979年 《新變色龍》 飾 孟士同
- 1979年 《怒劍鳴》 飾 無嗔大師
- 1980年 《浮生六劫》 飾 雄哥
- 1980年 《人在江湖》 飾 亞誠
- 1980年 《大內群英》 飾 黃淑霖
- 1980年 《風塵淚》 飾 牛僧孺
- 1980年 《大地恩情》 飾 黃漢釗
- 1980年 《驟雨中的陽光》

### 無線電視
- 1980年 《衝擊》 飾 杜潤泉
- 1980年 《上海灘龍虎鬥》
- 1981年 《情謎》
- 1981年 《香港八一》：「同是天涯淪落人」
- 1982年 《天龍八部》 飾 譚公
- 1982年 《萬水千山總是情》 飾 徐師傅
- 1982年 《星塵》 飾 于班主
- 1983年 《射雕英雄傳之鐵血丹心》 飾 金帝
- 1983年 《鬼咁夠運》 飾 金大知
- 1983年 《七彩如來神掌》 飾 金萬里
- 1984年 《天師執位》 飾 葉蔭泉
- 1984年 《笑傲江湖》 飾 張大人
- 1984年 《鹿鼎記》 飾 柳大洪
- 1984年 《楚留香之蝙蝠傳奇》
- 1985年 《薛仁貴征東》 飾 尉遲恭
- 1985年 《皇上保重》
- 1986年 《神勇CID》
- 1986年 《賊公阿牛》
- 1987年 《飲馬江湖》
- 1987年 《新紮師兄1988》 飾 蔣永成
- 1988年 《鬥氣一族》
- 1988年 《奇門鬼谷》 飾 楚堅
- 1989年 《蓋世豪俠》 飾 夏侯掌門
- 1989年 《晉文公傳奇》 飾 楚成王
- 1989年 《打工貴族》
- 1990年 《人在邊緣》 飾 法官
- 1991年 《浪族闊少爺》 飾 岑世伯
- 1991年 《怒海孤鴻》 飾 黃主任
- 1992年 《龍影俠》 飾 王鄉紳
- 1992年 《壹號皇庭》 飾 何永洪
- 1992年 《巨人》 飾 林律師
- 1992年 《我愛牙擦蘇》 飾 市長
- 1992年 《九反威龍》 飾 神父
- 1992年 《血濺塘西》 飾 何龍
- 1993年 《天倫》 飾 陳經理
- 1993年 《大頭綠衣鬥殭屍》 飾 火燭館長
- 1994年 《親恩情未了》 飾 法官
- 1994年 《新父子時代》 飾 梁主任
- 1994年 《大捕快》 飾 村民
- 1994年 《烈火狂奔》 飾 廣叔
- 1994年 《異度凶情》 飾 醫生
- 1994年 《阿Sir早晨》 飾 股東胡（第13集）
- 1994年 《射雕英雄傳》 飾 王罕
- 1994年 《小李飛刀》 飾 老闆
- 1994年 《新重案傳真》飾 楊律師
- 1994年 《笑看風雲》飾 中天集團高層元老
- 1995年 《O記實錄》 飾 九叔
- 1995年 《神雕俠侶》 飾 呂將軍
- 1995年 《真情》 飾 二叔公
- 1995年：《包青天之花蝴蝶》 飾 遼國使者
- 1995年：《包青天之夫證妻兇》 飾 枯枝長老
- 1995年：《包青天之忘情酒坊》 飾 一清大師
- 1995年：《包青天之雪魄梅魂》 飾 知　府
- 1995年：《包青天之泣血鳳凰》 飾 豫王爺
- 1996年 《900重案追兇》 飾 江啟生
- 1996年 《O記實錄II》 飾 葉勝天
- 1996年 《西遊記I》 飾 東海龍王
- 1996年 《聊齋之古劍幽靈》 飾 木英豪
- 1996年 《聊齋之秋月還陽》 飾 船家
- 1996年 《笑傲江湖》 飾 天門真人
- 1996年 《廉政行動1996》之 網中鷹 飾 李家才
- 1997年 《大刺客之煙花殺手》 飾 司馬亮
- 1997年 《狀王宋世傑》 飾 中堂大人
- 1997年 《天龍八部》 飾 智光大師
- 1997年 《難兄難弟》 飾 金吊桶
- 1998年 《鹿鼎記》 飾 澄光大師
- 1998年 《外父唔怕做》 飾 黃老闆
- 1998年 《妙手仁心》 飾 方醫生
- 1999年 《狀王宋世傑貳》 飾 村長
- 1999年 《騙中傳奇》飾 酒樓老闆
- 1999年 《創世紀》 飾 李董事
- 1999年 《茶是故鄉濃》 飾 村長
- 2001年 《FM701》 飾 院長
- 2001年 《美味情緣》 飾 華哥
- 2001年 《封神榜》 飾 商帝乙
- 2001年 《皆大歡喜 (古裝電視劇)》 飾 老伯/鄉紳/鎮長
- 2001年 《酒是故鄉醇》 飾 陳老爺
- 2002年 《皆大歡喜 (古裝電視劇)》 飾 鍾直/父親
- 2002年 《七號差館》 飾 陳醫師
- 2002年 《談談情·練練武》 飾 風水師父
- 2002年 《無考不成冤家》 飾 姚主任
- 2002年 《駁命老公追老婆》 飾 陸判
- 2002年 《流金歲月》 飾 法官
- 2002年 《戆夫成龍》 飾 華叔
- 2003年 《十萬噸情緣》 飾 院長
- 2003年 《衛斯理》 飾 鐵頭
- 2003-2005年 《皆大歡喜 (時裝電視劇)》

### 廉政公署
- 1976年 《靜默的革命》
- 1978年 《ICAC：第九條》 飾 曹國堅
- 1981年 《廉政先鋒：工字簿》 飾 炸朱
- 1989年 《廉政先鋒第三輯：引渡令》

## 电影

### 演出作品
- 奇蹟 (1989)
- 靈幻先生 (1987)
- 江湖龍虎門 (1987)
- 天使出更 (1985)
- 替槍老豆 (1985)
- 隻手遮天 (1980)
- 阿Sir劈炮 (1980)
- 星座奇趣錄 (1976)
- 歡樂滿人間 (1968)
- 改造小姐 (1964)

### 製作作品
- 九指怪魔 (1955) .... 原著

## 電視電影
- 1992年《羣星會》